# Dominikanerkloster Tachov
Das Dominikanerkloster Tachov war ein heute nicht mehr bestehendes Kloster der Dominikaner in der Bezirksstadt Tachov in Tschechien.

## Geschichte
Die Dominikaner ließen sich bereit 1331 in der westböhmischen Stadt Tachau an der Mies nieder und errichteten hier ein Kloster. Der erste Klosterbau wurde 1427 durch die Hussiten geplündert und zerstört, woraufhin die Dominikaner ein neues Klostergebäude errichteten. 1616 zerstörte ein großer Brand den zweiten Klosterbau derart, dass die Dominikaner die Stadt Tachov verlassen mussten und sich hier nicht wieder ansiedelten.